# Colegio Notarial de Andalucía
El Colegio Notarial de Andalucía es la corporación de derecho público, de ámbito autonómico, que ejerce la representación de los notarios de la comunidad autónoma de Andalucía. Su sede es compartida entre las ciudades de Granada y Sevilla (España).

## Historia
El Colegio Notarial de Andalucía se creó el 1 de enero de 2009, de acuerdo con el Real Decreto 45/2007, que funde los dos Colegios Notariales existentes en Andalucía hasta ese momento. De un lado el Colegio de Granada, integrado por las provincias de Almería, Granada, Jaén y Málaga y la ciudad autónoma de Melilla; y de otro, el Colegio de Sevilla, que abarcaba las provincias de Cádiz, Córdoba, Huelva y Sevilla además de la ciudad autónoma de Ceuta. La reforma del Reglamento Notarial por el Real Decreto 45/2007 de 19 de enero ha supuesto, entre otras muchas cosas, adecuar la organización territorial de los Colegios Notariales a la estructura del Estado autonómico consagrado en la Constitución de 1978. El cambio significa para Andalucía la unión en uno solo de los dos Colegios Notariales preexistentes en Granada y Sevilla bajo el nombre de Colegio Notarial de Andalucía. La especificidad de albergar en su seno a las dos ciudades autónomas se recoge en el Anexo V del nuevo Reglamento Notarial.
En 2011 dimitió como presidente del CNA Antonio Ojeda Escobar, notario de Huelva.
Desde 2012, el decano del CNA fue Salvador Torres Ruiz, notario de Granada, y su vicedecano, José Luis Lledó González, notario de Sevilla. En 2020 accedió al cargo de decano la notaria María Teresa Barea.
| Predecesor: Antonio Ojeda Escobar | Decano del Ilustre Colegio Notarial de Andalucía Salvador Torres Ruiz 2012-2020 | Sucesor: María Teresa Barea |

## Enlaces
- Colegio Notarial de Andalucía

- Datos: Q100563273